# Mycetosoritis hartmanni
Mycetosoritis hartmanni är en myrart som först beskrevs av Wheeler 1907.  Mycetosoritis hartmanni ingår i släktet Mycetosoritis och familjen myror. Inga underarter finns listade i Catalogue of Life.

## Bildgalleri

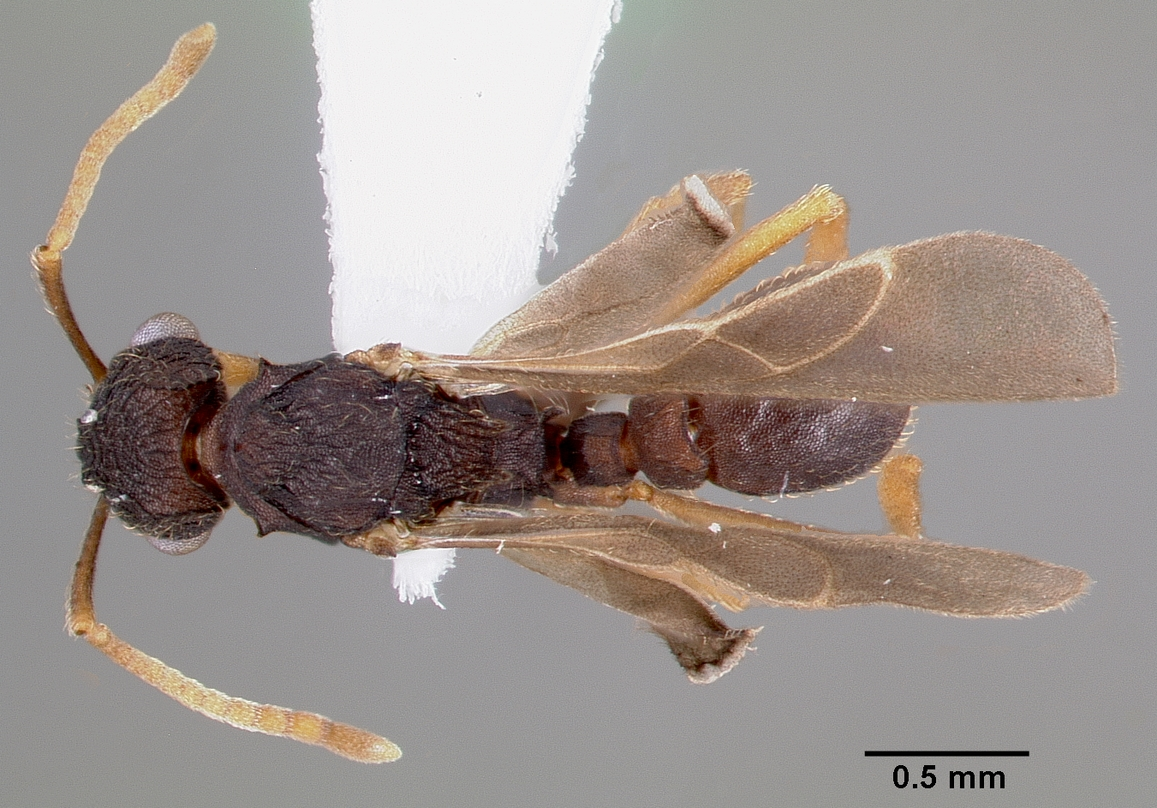
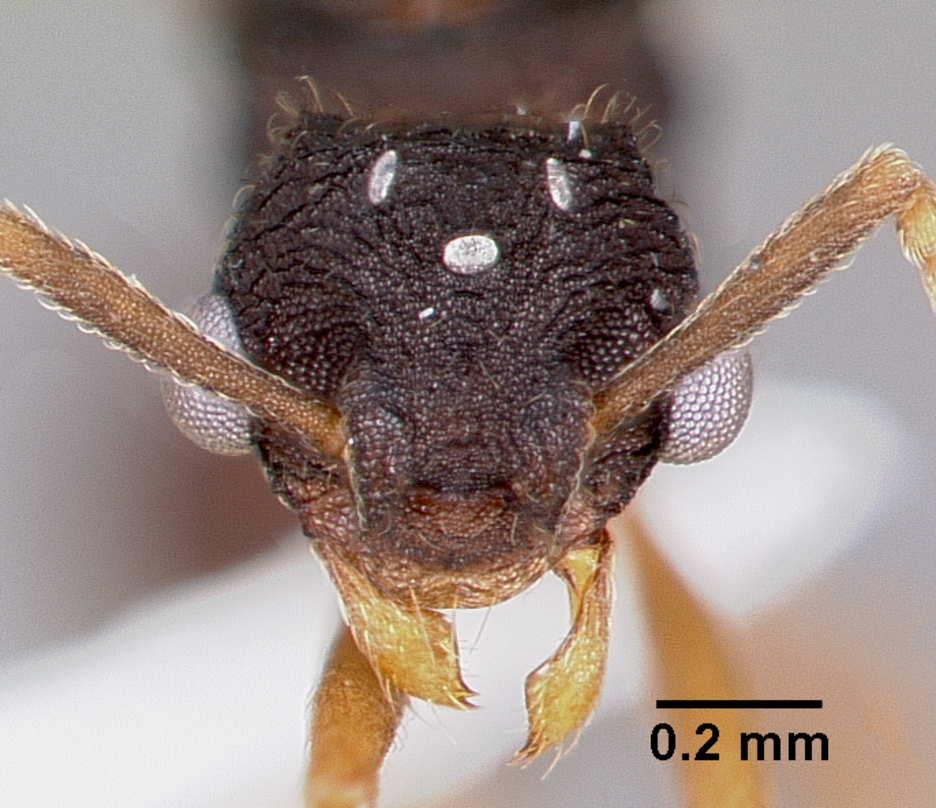
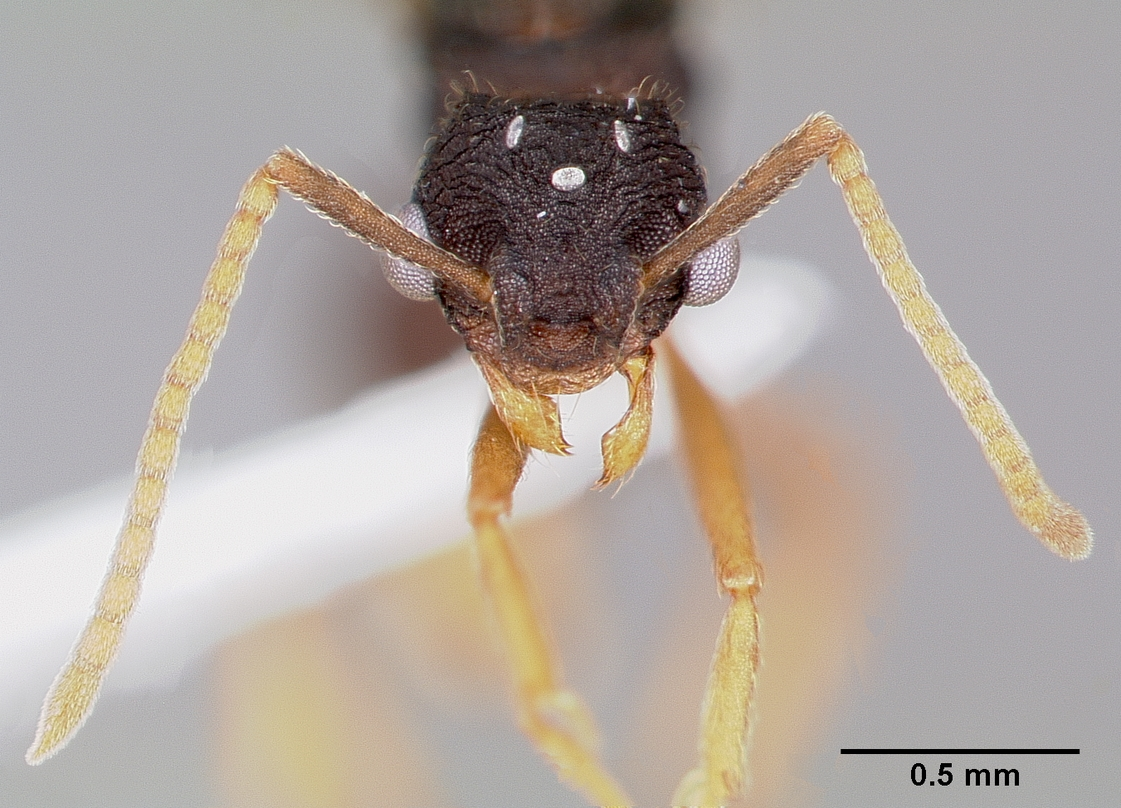
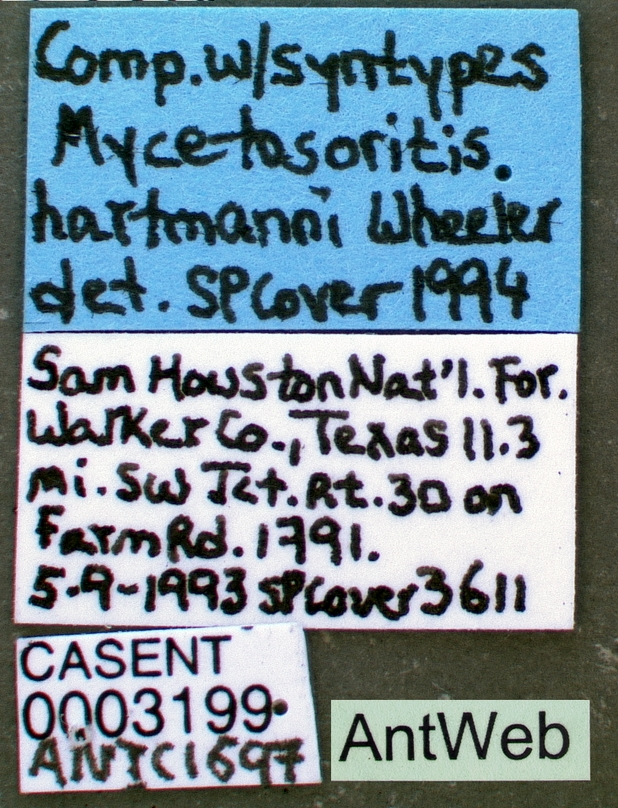
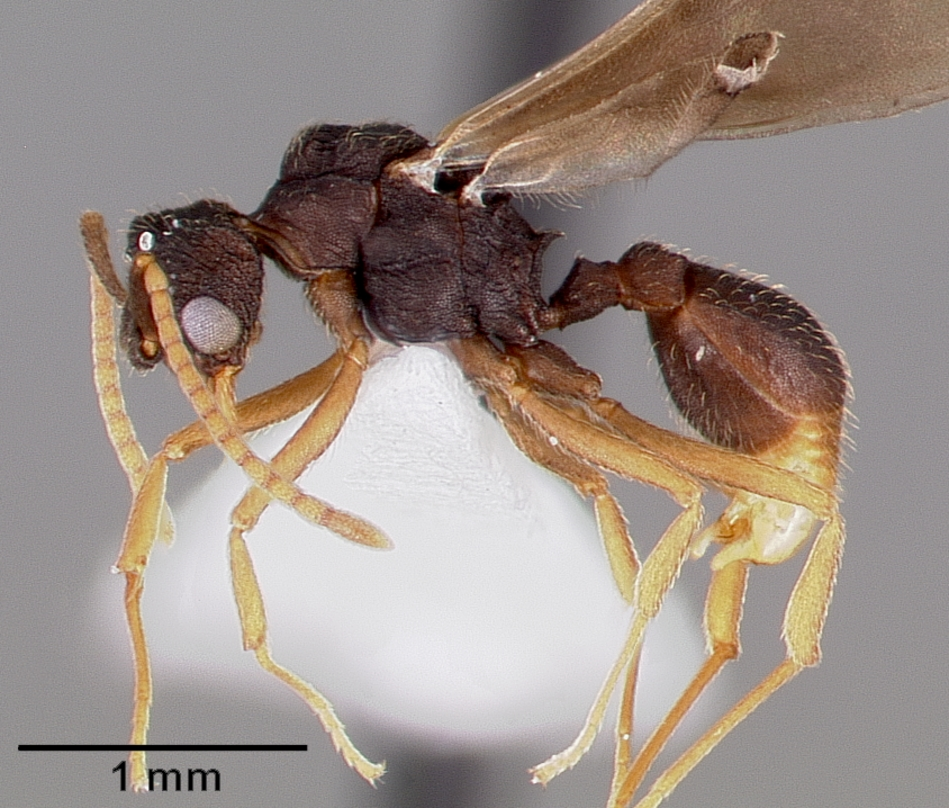
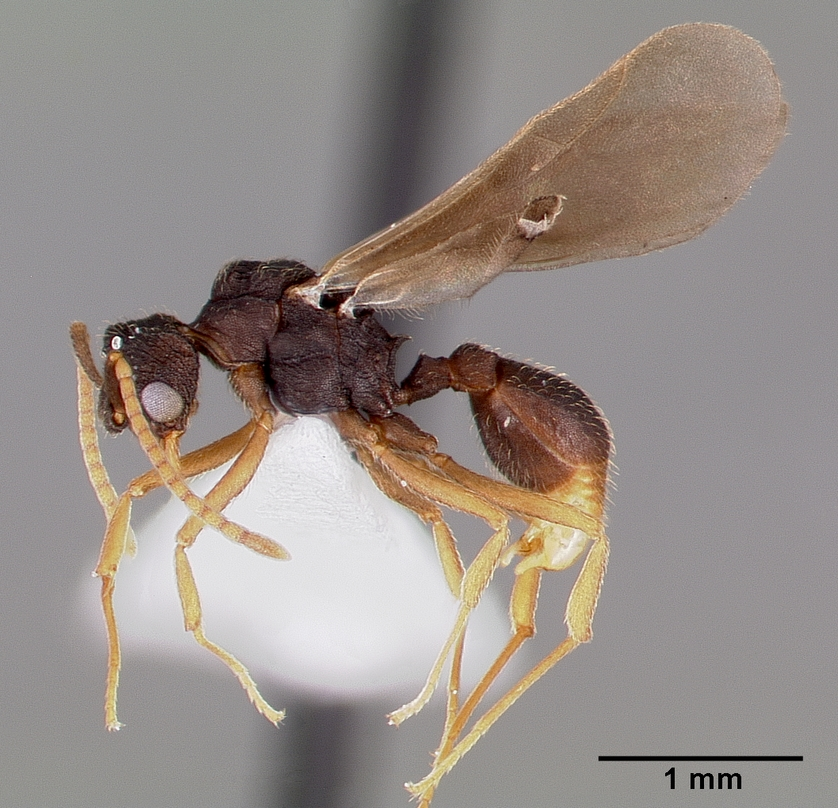